# فيلا روتشيلد كمبينسكي
فيلا روتشيلد كمبينسكي هي فندق فخم يقع في كونيغشتاين إم تاونوس، ألمانيا.